# Escoire
Escoire is een gemeente in het Franse departement Dordogne (regio Nouvelle-Aquitaine) en telt 429 inwoners (1999). De plaats maakt deel uit van het arrondissement Périgueux.

## Geografie
De oppervlakte van Escoire bedraagt 3,9 km², de bevolkingsdichtheid is 110,0 inwoners per km².
De onderstaande kaart toont de ligging van Escoire met de belangrijkste infrastructuur en aangrenzende gemeenten.

## Demografie
Onderstaande figuur toont het verloop van het inwonertal (bron: INSEE-tellingen).